# إي إيه سبورتس يو إف سي 3
تُعد لعبة إي إيه سبورتس بطولة القتال النهائي 3 لعبة فيديو قتالية تحتوي على خليط من الفنون القتالية طورتها شركة EA Canada ونشرتها شركة EA Sports. وفي هذا الإصدار، عادConor McGregor المقاتل الرئيس في إصدار EA Sports UFC 2 على أنه البطل الرئيس لهذه اللعبة حيث وُضعت صورته على غلافها. ولقد أُطلقت هذه اللعبة كتكملة للعبتي EA Sports UFC لعام 2014 وEA Sports UFC 2 لعام 2016 في 2 فبراير 2018 لتعمل على أجهزة بلايستيشن 4 وإكس بوكس 1.

| رسم الغلاف يُظهر المقاتل Conor McGregor المطور: شركة EA Canada الناشر: EA Sports المحرك: RPM Tech منصة التشغيل بلايستيشن 4 إكس بوكس 1 الإصدار 2 فبراير 2018 الفئات: قتالية، رياضية الأنماط لاعب واحد أو لاعبون متعددون |
| --- |

## اللعبة
انظر أيضًا: لعبتي EA Sports UFC وEA Sports UFC 2
تعد لعبة EA Sports UFC 3 لعبة قتالية تجمع بين الفنون القتالية وتشابه الإصدارات السابقة لها. وتعتمد هذه اللعبة على بطولة القتال النهائي (UFC) في حين أنها تحتفظ بالواقعية فيما يتعلق بالأمور المادية والأصوات والحركات. ولقد حظيت اللعبة بتأييد ConorMcgregor وهو الرياضي المرسومة صورته على الغطاء حيث أنه أحد أبطال UFC المرموقين. وهناك سمة جديدة في هذا الإصدار عن سابقيه وهي النمط المهني "G.O.A.T." حيث تؤثر الخيارات المُتخذة طوال المسار المهني للاعب على طريقه نحو القمة. وبعيدًا عن القتال، يمكن للاعب القيام بخيارات ترويجية/معززة لإثارة الضجيج حوله أو لاكتساب مشجعين أو ربح المزيد من المال من خلال التعاقدات الكبرى وجذب أنظار العالم. كما أن نظام التفاعل اجتماعي المُدمج حديثًا في اللعبة يسمح للاعب بإنشاء منافسات ساخنه مع الرياضيين الآخرين مع توفير إمكانية تقمص أي نوع شخصية.
واستكمالاً لنمط الضربة القاضية الذي قُدم في EA Sports UFC 2، توفر اللعبة نوع جديد من أنماط تعدد اللاعبين المصممة للقتالات السريعة وفائقة السرعة التي تتكامل عند اللعب ضد منافسين. بينما يوفر نمط الدوري حقوق نهائية حيث يحاول اللاعب التغلب على أقصى عدد ممكن من المنافسين في جولات القضاء على نمط التنظيم الشجري مع التلف والإرهاق المستمرين. ومع 234 مقاتل مختلف في 10 فئات وزن، تحتوي اللعبة على أكبر لائحة شخصيات مكوة من ألعاب EA Sports UFC الثلاثة.

## التطوير
أعلنت شركة EA Sports في 1 نوفمبر 2017 أن الإصدار الثالث قيد التطوير. ومع الإعلان الأولي، تم إنشاء إعلان تشويقي قصير يعرض مقاتلي UFC مثل Demetrious Johnson، وAndersonSilva، وJoanna Jędrzejczyk. وفي 3 نوفمبر، تم إطلاق الإعلان الترويجي الرسمي للعبة EA Sports UFC 3. ومثلها مثل باقي ألعاب شركة EA games، تعرضت لعبة UFC 3 للنقد جراء احتواءها على أساليب لدفع للفوز. وعلى الرغم من أنه من المتوقع أن يؤدي استخدام التحويلات فائقة الصغر إلى التأثير على نمط اللعب فقط، إلا أن الخيار المطروح أمام المستهلكين لإنفاق مال لتجنب الطحن قد تعرض للتهكم على أنه نوع من الاستغلال.
كما أن UFC 3 تعد اللقب الرئيس لدعم RPM Tech، تم تطوير محرك ثوري من قِبل شركة EA Sports التي تمثل حركات الشخصيات بشكل أكثر دقة.

## ردود الفعل

### ردود فعل النقاد
تلقت EA Sports UFC 3 مراجعات «مفضل بشكل عام» من النقاد وذك وفقًا لمراجعة مجمع ميتاكريتيك.
ولقد أثنى خبير ألعاب سابق بالرسومات المتحركة قائلاً " ان الاهتمام بالتفاصيل فيها لأمر رائع، بدءًا من طريقة دوران المقاتلين حول بعضهم البعض في الحلبة الثمانية وحتى حركات الوجه بينما تكون ظهر اليد على خدودهم". يقول Polygon "إن شهر العسل مع لعبة UFC 3 قصير، حيث أن نمط المهنة يعرض العديد من المراحل التي يتطور فيها المقاتل في فئة وزنه. ومع ذلك، فمع القتال العاشر يتضح التكرار والطحن.
ولقد انتقد EGM التحولات فائقة الصغر قائلاً «تمامًا مثلما في أنماط الفرق النهائية الأخرى في ألعاب EA، تمثل تلك استنزافًا للنقود في محاولة منها أن تجعلك تنخرط في النمط آملاً في أنك سترسل مالك الحقيقي عبر الدفع بالبطاقات لتعمل على تطوير حالة مقاتلك بسرعة – إنه أمر لا يخلو من إثارة الغضب.» قال Games Radar أنها «تجعل من نظام صندوق أدوات Battlefront 2 يبدوا وكأنه منظمة خيرية». كما أن IGN أطلقت على النمط «مروع بشدة».
ولقد لخصت Gamespot قائلة "تعد لعبة EA Sports UFC 3 رد فعل كثيف ومثير وديناميكي لوجه الوقوف والضرب الخاص بالفنون القتالية المختلطة. ما زال التصارع في حاجة إلى الكثير من العمل، ويأمل الفرد في أن تعمل EA Canada على مواجهته في الإصدار القادم. ومع ذلك، فإن تلك النقائص تصبح أكثر سهولة للتغاضي عنها نظرًا لإنجاز الضرب المعاد تحسينه. عندما يأتي الأمر إلى فن القتال، فإن القليل من الأسماء الرياضية تقوم به بشكل أفضل.

### المبيعات
وصلت لعبة UFC 3 الترتيب 12 في مبيعات المملكة المتحدة، حيث تأتي خلف Monster Hunter. ولقد تم تصنيفها في المرتبة رقم 22 في أستراليا خلف Shadow of Colossus، ورقم 11 في نيوزيلندا. كما أنها وصلت المرتبة رقم 32 في اليابان. كما أنها اللعبة السادسة عشرة الأكثر تحميلا في الولايات المتحدة والسابعة في أوروبا.

## روابط خارجية
- إي إيه سبورتس يو إف سي 3 على موقع IMDb (الإنجليزية)